# NCRV-gids
De NCRV-gids is de omroepgids van de Nederlandse Christelijke Radio Vereniging, NCRV. In de NCRV-gids staat informatie over televisie- en radioprogramma’s. Het blad verschijnt elke week.

## Historie
Het eerste nummer verscheen eind 1924, kort na de oprichting van de NCRV, onder de titel Christelijk Tijdschrift voor Radio. Uitgever was (tot en met 1965) Zomer & Keuning in Wageningen. De directeur van de drukkerij, C.A. Keuning, was ook lid van het bestuur van de NCRV. In de eerste jaren werd, behalve aan programmagegevens, ook ruimschoots aandacht besteed aan het zelf bouwen van ontvangtoestellen. 
Vanaf de 5e jaargang (1929) ging het blad Omroepgids heten. Op 29 december 1941 verscheen het voorlopig laatste nummer. De omroepen moesten van de bezetter stoppen. De Omroepgids verscheen weer in juli 1945. In januari 1946 kwam de regelmatige verschijning weer op gang.
Vanaf 1 januari 1966 gaf de NCRV zelf haar programmagids uit. De naam veranderde in NCRV-gids. Hij werd gedrukt bij Drukkerij De Boer in Hilversum. 
Illustrator en kunstenaar Lex van Voorst was bijna 20 jaar tot aan zijn dood de vaste tekenaar van de illustraties in de gids. Hij tekende onder het pseudoniem Alexander.
De eerste redacteur in vaste dienst was K.A. (Klaas) Koopman, hij werd later hoofdredacteur. De eerste jaren was een bestuurder van de NCRV in naam hoofdredacteur van de NCRV-gids. Sinds 1986 kent de NCRV-gids een onafhankelijke hoofdredacteur.
Van 28 augustus 1999 tot en met 25 augustus 2001 verscheen de NCRV-gids onder de naam De gids.
Tussen 28 december 1975 en 19 juni 1976 verscheen als nevenuitgave de NCRV Muziekgids.
Vanaf 1 januari 1995 is de NCRV-gids ondergebracht in de BV Programmabladen AKN, de gezamenlijke uitgeverij van AVRO, KRO en NCRV. De uitgeverij heet sinds 1 februari 2011 Bindinc.

## Oplagecijfers
Totaal betaalde gerichte oplage volgens HOI, Instituut voor Media Auditing, voor 2016 NOM.
- 1970: 465.985
- 1981: 495.497
- 1990: 468.841
- 2000: 365.486
- 2004: 302.012[2]
- 2006: 269.133[3]
- 2007: 255.690[4]
- 2011: 222.319[5]
- 2012: 204.603[6]
- 2013: 196.398
- 2016: 156.889
- 2017: 144.262
- 2018: 130.764
- 2019: 120.442
- 2020: 111.115
- 2021: 102.467
- 2022: 93.938

## Hoofdredactie
- tot en met 1977 - G.A. Kieft
- 1978-1983 - drs. M. Geerink Bakker
- 1984-1986 - mr. drs. A.W.W. van den Bos (hoofdredacteur a.i.).
- 1986-1996 - Klaas Koopman
- 1997-2000 - Willem Vierdag
- 2000-2005 - Meta Neeleman
- 2005-2013 - Saskia de Jong
- 2014-2016 - Babette Kellermann a.i.
- 2016-2018 - Gabriëlle de Jong
- jan.-sept. 2019 - Suzan Schouten a.i.
- okt. 2019 - Maartje van Huis